# Sablia albivena
Sablia albivena là một loài bướm đêm trong họ Noctuidae.